# Московский купеческий банк

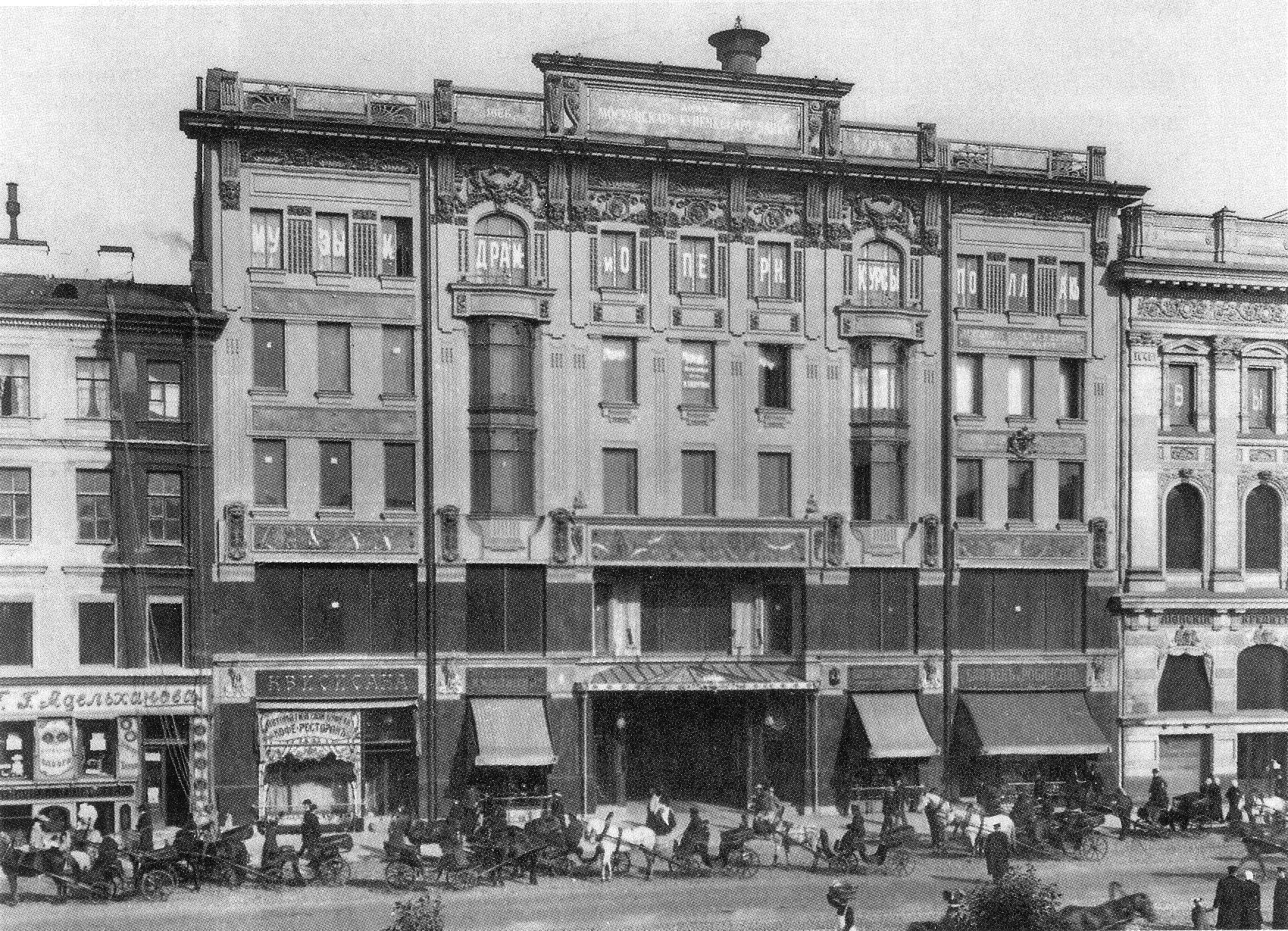
Здание Московского купеческого банка. Санкт-Петербург. 1903

Моско́вский купе́ческий банк — российский паевой коммерческий банк.

## История

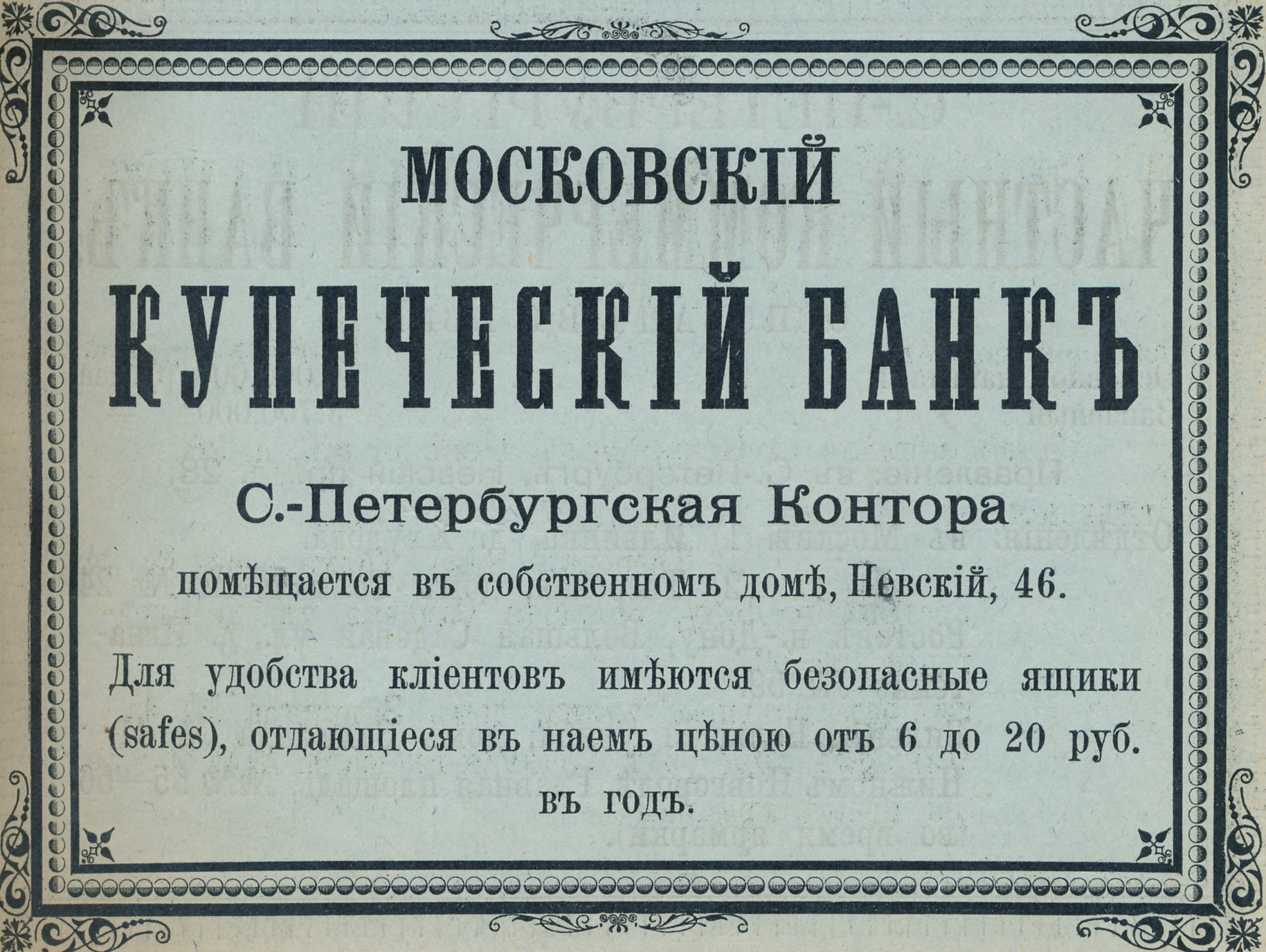
Реклама Московского купеческого банка.
1907

Был основан в 1866 году в Москве в форме товарищества на паях по инициативе 77 местных предпринимателей во главе с И. А. Ляминым (1822—1894), ставшим председателем совета банка, Т. С. Морозовым и Н. Н. Сущовым. Устав банка был утвержден Александром II 1 (13) июня 1866 года. Первоначальный складочный капитал составлял 1,26 млн рублей, устав позволял его увеличение до 5 млн рублей без особого разрешения правительства. Список первых пайщиков включал 90 позиций, некоторые из которых представляли собой семейные группы лиц. Наибольшие паи принадлежали барону А. Л. Штиглицу и С. П. Малютину (по 100 тысяч рублей), крупные паи — А. Н. Власову, В. С. Каншину (по 60 тысяч рублей) и меценату В. А. Кокореву (50 тысяч рублей). Среди первых пайщиков также были Е. И. Ламанский, Е. И. Арманд, И. Ф. Базилевский, И. К. Бабст, барон А. И. Дельвиг, Е. Г. Гинцбург, М. Г. Рукавишников, Н. Г. Рюмин, П. П. Сорокоумовский, князь А. А. Щербатов, светлейший князь В. А. Меншиков, С. Ю. Самарина, графиня М. Ф. Соллогуб, П. М. Третьяков, И. О. Утин, Ф. В. Чижов, В. И. Якунчиков.
Банк финансировал главным образом текстильные предприятия Центрального промышленного района и был до начала XX века вторым по величине активов среди частных банков России. Председателем правления банка в 1899 году стал И. И. Билибин, Московскую контору возглавляли Н. Я. Малевинский (1889—1906), Д. Т. Никитин, А. И. Светлицкий, Д. Е. Куриленко и В. Я. Ковальницкий. Операции с частными ценными бумагами были для банка непрофильными, но 1896 году банк приобрел 500 акций только что учрежденного Русско-Китайского банка на сумму 62,5 тысяч рублей.
На 1917 год директором правления банка состоял статский советник Николай Николаевич Малевинский, чиновник по особым поручениям Министерства финансов.
Вместе с другими частными банками был ликвидирован (национализирован) присоединением к Государственному банку декретом ВЦИК от 14 [27] декабря 1917 года. Декретом Совнаркома от 23 января [5 февраля] 1918 года акционерный капитал банка, наряду с акционерными капиталами других частных банков, был конфискован в пользу Государственного банка Российской Республики.

## Здание Санкт-Петербургской конторы
Невский проспект, дом 46, 1901—1902 архитектор Л. Н. Бенуа.
Первый дом на участке был построен в 1745—1746 годах. В 1750—1760 годах здесь жил Ф. Б. Растрелли. По архитектурному решению здание было аналогом соседнего, принадлежавшего другому великому мастеру барокко — Михаилу Земцову (Невский проспект, 48).
В 1823—1824 годах по проекту М. Ливена для купца Лихачева на месте прежнего был построен новый четырёхэтажный дом. В нём в 1830-х годах находилась знаменитая литографская мастерская К. П. Беггрова, отпечатавшая великое множество изображений, донесших до потомков виды Петербурга XIX века. Позднее в этом доме размещалась шведская фирма Н. Норденстрем, шившая на заказ военные мундиры высшего качества, в том числе для членов императорской фамилии. 6 мая 1896 года в переоборудованном магазине, позднее ставшим первым русским кинотеатром состоялся сеанс кинематографа Люмьеров — первый в России и один из первых вообще.
В 1895 году дом на этом участке был куплен Санкт-Петербургским частным коммерческим банком за 680 тысяч рублей для размещения своего правления. Однако затем планы этого банка изменились, и в 1899 году здание было перепродано за 1 миллион 140 тысяч рублей Московскому купеческому банку. В 1901—1902 годах, по проекту Леонтия Бенуа был построен нынешний дом 46 — специально для Петербургского отделения Московского купеческого банка. Это самое раннее сооружение стиля модерн на Невском проспекте. Строительство вёл военный инженер Н. В. Смирнов, отделку фасада с рельефами и масками выполнила штукатурная фирма Чахотина, решетку парадной лестницы изготовила мастерская Е. А. Веберга помещения были обставлены мельцеровской мебелью. Банк занимал не всё здание — в начале XX века здесь располагалась контора страхового общества «Волга», зубоврачебная школа лечебница И. А. Пашутина, музыкальные и драматические курсы Б. В. Поллака; в первом этаже с его огромными витринами были магазины (в том числе оптика И. Э. Милька) и автоматический буфет товарищества «Квисисана».
В советское время некоторые из этих заведений не исчезли, но поменяли название: вместо частной зубоврачебной школы долгое время располагался Стоматологический институт, позднее и по сей день — стоматологическая поликлиника № 1; на месте «Квисисаны» находилось кафе самообслуживания «Нева», впоследствии, после реконструкции 1955 года, одноимённый ресторан.
В 1997—2004 году здесь был ночной клуб «Hollywood Nights», магазин «Colins Loft». Здание является памятником архитектуры регионального значения и охраняется государством.